# 2007 en chimie
Cet article présente les faits marquants de l'année 2007 en chimie.

## Évènements
- Angelo Azzi devient président de l'Union internationale de biochimie jusqu'en 2012[1].
- 39ème Olympiades Internationales de Chimie, organisées à Moscou en Russie du 15 juillet au 24 juillet[2].

## Prix
- Prix Nobel de chimie : Gerhard Ertl pour ses travaux sur les mécanismes chimiques sur les surfaces solides[3],[4].
- Prix Wolf de chimie : Ada Yonath et George Feher « pour ses ingénieuses découvertes du mécanisme ribosomique pour la formation de liens peptidiques et du processus primaire de la photosynthèse »[5].
- Prix Procter & Gamble : William Russel[6]
- Prix Anselme-Payen : Fumitaka Horii[7]
- Médaille Garvan-Olin : Laura L. Kiessling[8]
- Prix Ernest-Guenther : Dale L. Boger[9]
- ACS Award in Pure Chemistry : Xiaowei Zhuang[10]
- Arthur C. Cope Award : Jean Fréchet[11]
- Prix Irving-Langmuir : Gábor A. Somorjai[12]
- Médaille Priestley : George M. Whitesides[13],[14],[15]
- Médaille Davy : John Simons pour ses nombreuses contributions expérimentales innovantes dans un vaste domaine de la physico-chimie, y compris la dynamique des réactions moléculaires, la spectroscopie moléculaire et, plus récemment, la chimie biophysique[16].
- Grand prix Félix-Trombe : Jean-Pierre Collinet[17]
- Médaille Kołos : Jeremy Mark Hutson[18]

- Grand prix Pierre-Süe : Georges Hadziioannou[19]
- Grand prix Achille-Le-Bel : Marc Lemaire et Bernard Meunier[20]
- Faraday Lectureship : Gerhard Ertl[21]
- Claude S. Hudson Award in Carbohydrate Chemistry : Pierre Sinay[22]
- Médaille William-H.-Nichols : Nicholas J. Turro[23]

## Décès
- 27 janvier : Pierre Piganiol (né en 1915), chimiste français.

- 3 février : Liliane Ackermann (née en 1938), biochimiste, microbiologiste, écrivaine et conférencière française.
- 7 février : Alan MacDiarmid (né en 1927), chimiste néo-zélandais, prix Nobel de chimie en 2000.

- 20 février : Frank Albert Cotton (né en 1930), chimiste inorganicien américain.

- 27 mars : Paul Lauterbur (né en 1929), chimiste américain, prix Nobel de physiologie ou médecine en 2003.

- 5 avril : Nils Wiberg (né en 1934), chimiste allemand.

- 23 juillet : Ernst Otto Fischer (né en 1918), chimiste allemand, prix Nobel de chimie en 1973.

- 23 juillet : Daniel Koshland (né en 1920), biochimiste américain et éditeur de Science.